# Endoskopisch ausgeführte Papillotomie
Die Endoskopisch ausgeführte Papillotomie (EPT) (lat. Papilla = Knospe, Warze, Bläschen; griech. tome = Schnitt) ist ein therapeutisches Verfahren  aus dem Gebiet der Gastroenterologie.
Es wird verwendet,  um im Rahmen einer endoskopischen retrograden Cholangiopankreatikographie (ERCP) Gallensteinen den Abgang über den Hauptgallengang (Ductus hepatocholedochus) und seine größte Engstelle die  Vatersche Papille (Papilla vateri) zu ermöglichen oder bei narbigen Veränderungen der Papille den Abfluss der Galle zu gewährleisten. Auch seltene angeborene Fehlbildungen im Gallengangs-Mündungsbereich (Choledochocelen, Innere Duodenaldivertikel) können mit einem Papillotom endoskopisch gespalten werden.
Bei dem Verfahren wird mit Hilfe eines Papillotoms, einem elektrischen Messer, das durch den Instrumentierkanal des Endoskops vorgeführt wird, der Schließmuskel der Vater-Papille (Musculus sphincter Oddi) durchtrennt.
Der Eingriff wurde erstmals 1972 von L. Demling an der Universität Erlangen beschrieben. Die endoskopische hat inzwischen die offen-chirurgisch ausgeführte transduodenale Papillotomie im Regelfall ersetzt.